# Lichtbild-Bühne

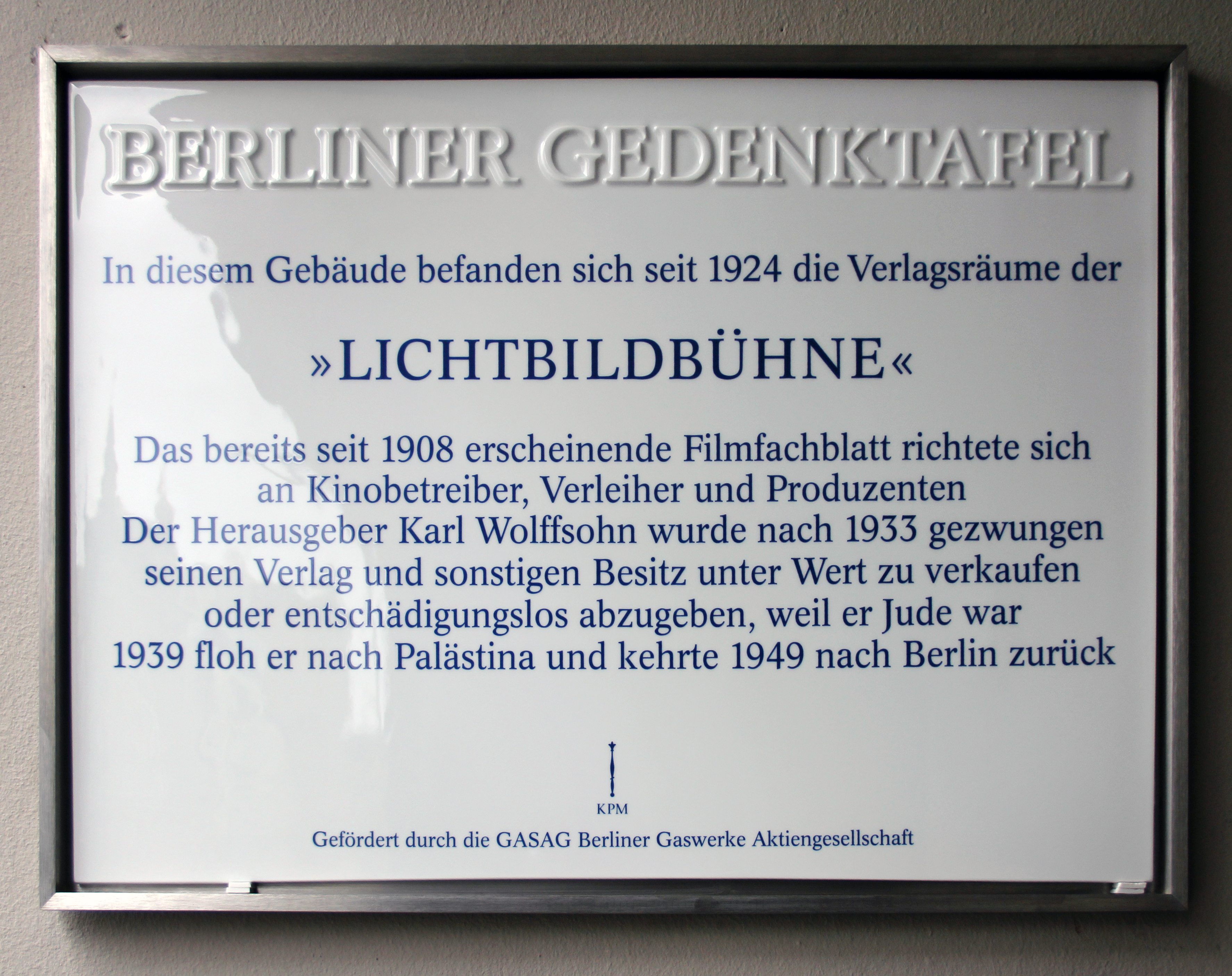
Berliner Gedenktafel am Haus, Friedrichstraße 225, in Berlin-Kreuzberg

Die Lichtbild-Bühne (LBB) ist der Titel der ersten deutschen Filmillustrierten.
Herausgeber und Verleger dieses „Fachorgans für das Interessengebiet der kinematographischen Theaterpraxis“ war Karl Wolffsohn. Die erste Ausgabe der Zeitschrift erschien am 19. April 1908 in Berlin. Besonderes historisches Gewicht erlangte sie durch eine im Jahr darauf von Paul Lenz-Levy verfasste Serie von Filmkritiken. Dies sind die ersten Filmkritiken in der Geschichte der deutschen Publizistik.
Seit 1911 erschien die Zeitschrift wöchentlich. 1923 kam dienstags und donnerstags als Ergänzung zur Wochenzeitschrift ein „Tagesdienst“ mit aktuellen Meldungen hinzu, der zwischen 1925 und 1927 mit einer vierseitigen illustrierten Ausgabe auf jeden Tag ausgeweitet wurde. 1929 erschienen zusätzlich die beiden Beilagen „Bühnenschau - Varieté, Revue, Kabarett im Kino“ und „Film und Ton - Kinoorchester, Tonfilm und Filmillustration“.
Thematisch lag der Schwerpunkt der Zeitschrift in der juristischen und wirtschaftlichen Beratung der Kinobetreiber; sie enthielt Rubriken wie die kostenlose „Zentrale Auskunftsstelle“, „Kinematographische Rundschau“ und „Behördliche Verordnungen“, Patentumschau und Angaben über Zensurentscheidungen. Sie umfasste meist ca. 8 Seiten redaktionellen Text und einen ebenso umfangreichen Anzeigenteil, in dem Verleiher und Lieferanten warben. Zeitweilig nahm der Umfang jedoch um ein Vielfaches zu. Seit April 1910 erschien zusätzlich die zweiseitige Beilage „Der Vorführer“.
Da Karl Wolffsohn Jude war, wurde er 1933 von den nationalsozialistischen Machthabern aus seinem Verlag verdrängt. 1940 wurde die Zeitschrift mit dem Illustrierten Filmkurier vereinigt.
Umfangreiche, aber meist unvollständige Sammlungen der Ausgaben der Lichtbild-Bühne liegen in verschiedenen deutschen Filmbibliotheken vor.